# Dendrosmilia
Dendrosmilia is een geslacht van neteldieren uit de klasse van de Anthozoa (bloemdieren).

## Soort
- Dendrosmilia duvaliana Milne Edwards & Haime, 1848  †